# Big Joe Williams
Big Joe Williams (16. říjen 1903, Crawford, Mississippi, Spojené státy americké – 17. prosinec 1982) byl americký bluesový zpěvák a kytarista. V roce 1935 složil píseň Baby, Please Don't Go, kterou později předělali, mimo jiné, i skupiny Them a AC/DC.